# Batalla de Formentera (1109)
La batalla de Formentera fou una de les batalles de la croada noruega i de les incursions normandes a les Illes Balears. Els noruecs van obtenir un important botí i van continuar la seva expedició cap a Terra Santa.

## Antecedents
La croada noruega fou una croada que començà el 1107, coincidint amb el final de la Primera Croada, i va ser liderada per Sigurd I de Noruega.
Sigurd va sortir de Noruega la tardor del 1107 amb seixanta naus i prop de 5.000 homes, va arribar la mateixa tardor a Anglaterra, on romangueren fins passat l'hivern, i en la primavera del 1108 continuaren cap a l'oest, fins a arribar a Santiago de Compostel·la on va passar el segon hivern. Van derrotar una flota de galeres vikingues i van capturar els vaixells.
La flota va navegar en cabotatge vorejant la costa atlàntica de la península Ibèrica, saquejant Sintra, Lisboa, Alcácer do Sal, va lluitar contra una altra flota de vikings a Gibraltar, i van posar rumb a les Balears, refugi de pirates i esclaus.

## L'atac a Formentera
El primer lloc de les Balears on van arribar va ser Formentera, on es trobaren amb un gran nombre de blámenn i serkir (moros i sarraïns). El curs de la lluita és el més detallat de tota la croada gràcies a fonts escrites i, possiblement, podria ésser l'esdeveniment històric més notable de la història de la petita illa. Després d'aquesta batalla els noruecs suposadament van adquirir els majors tresors.

## Conseqüències
Després de Formentera, atacaren Eivissa i Menorca, evitant atacar l'illa més gran de l'arxipèlag, Mallorca, centre del pròsper i ben fortificat Emirat de Mayūrqa de Mubàixxir Nàssir-ad-Dawla. Però les ràtzies dels noruecs són el primer registre d'atacs cristians als territoris musulmans de les illes Balears (l'atac del 859 fou fet quan els vikings encara eren de religió nòrdica) i hagué de suposar un precedent determinant per decidir emprendre la ratzia pisano-catalana, que va tenir lloc només cinc anys després. Aquest darrer fet suposarà el primer enfrontament seriós dels estats cristians mediterranis contra els musulmans en el medi marítim des dels atacs de Carlemany i s'afegiria al precedent, més remot però també normand, de la conquesta de Sicília (1071). Tot plegat va anunciar la pèrdua de l'hegemonia militar dels musulmans en la mediterrània occidental, que no es pot considerar consumada fins a la conquesta catalana de Mallorca el 1229.
La primavera del 1109 arribaren a Sicília, on foren rebuts pel comte Roger II que hi governava tot i tenir només 13 anys, i l'estiu del 1110 van arribar finalment al port d'Acre i es dirigiren a Jerusalem, on van reunir-se amb Balduí I, que l'any anterior havia pres Trípoli i Beirut. Van rebre'ls amb una bona benvinguda i Balduí acompanyà Sigurd fins al riu Jordà, i així tornaren a Jerusalem.
Més endavant Sigurd tornà als seus vaixells a Acre, i quan el rei Balduí I es va aixecar contra els pagans (musulmans) a la ciutat de Sidó (Síria), Sigurd i els seus homes l'acompanyaren en el setge, on la ciutat fou presa el 4 de desembre. El rei Sigurd I i llurs homes viatjaren per l'interior del continent europeu fins a arribar a la costa sud de Noruega a través de la península de Jutlàndia. El viatge de tornada començà l'any 1110 i cap a començaments del 1113 arribaren a casa.